# Kriegshäuptling
Ein Kriegshäuptling war in den Gesellschaften der Indianer Nordamerikas ein Mann, der zu Zeiten unmittelbarer kriegerischer Auseinandersetzungen das Kommando vom Friedenshäuptling übernahm.
Ein Kriegshäuptling führte seine Krieger unter eigener Teilnahme in die Schlacht, war also weitestgehend in der Funktion eines kämpfenden Kommandanten. Strategische Entscheidungen traf er aber meist zumindest in Absprache mit dem Friedenshäuptling. Meist wählten die Krieger eines Stammes ihren Kriegshäuptling.
Heike Bungert nimmt an, dass sich während der langwierigen Kriege in den Prärien und Plains der Vereinigten Staaten nach 1840 ein Kulturwandel vollzog, denn die „jüngeren sog. War Chiefs oder Kriegshäuptlinge gewannen an Einfluss gegenüber den älteren und erfahreneren Peace Chiefs oder Friedenshäuptlingen.“